# Das Standesamt
Das Standesamt (Eigenschreibweise: StAZ Das Standesamt) ist eine deutschsprachige Fachzeitschrift für Standesamtswesen, Familienrecht, Staatsangehörigkeitsrecht, Personenstandsrecht sowie internationales Privatrecht des In- und Auslands.

## Geschichte

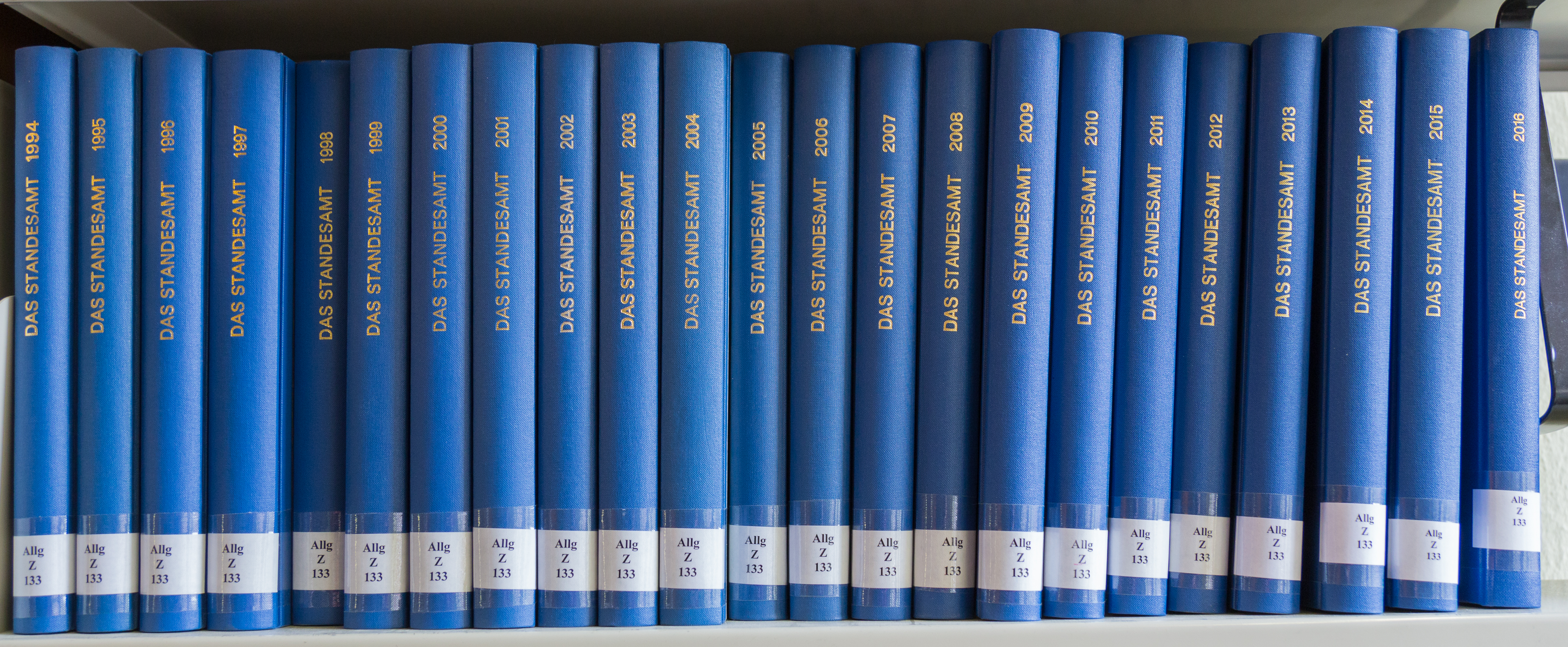
Gebundene Jahrgänge von Das Standesamt in der ZRB Münster

Diese juristische Fachzeitschrift ist 1922 mit dem Titel Zeitschrift für Standesamtswesen hervorgegangen aus den Vorläuferzeitschriften Der Standesbeamte (ab 1875) und Das Standesamt (ab 1915). Sie beschränkte sich von Anfang an nicht auf das reine Personenstandsrecht, sondern widmete sich ebenso den angrenzenden Rechtsgebieten des Familienrechts und sodann auch des Staatsangehörigkeitsrechts. Der Untertitel, dessen jetzige Fassung die Zeitschrift seit 1983 trägt, dokumentiert die wachsende Bedeutung, die infolge der Internationalisierung der Lebensverhältnisse die Berichterstattung über ausländisches und internationales Recht für die Rechtspraxis erlangt hat. Die Zeitschrift ist international verbreitet und erscheint monatlich im Umfang von ca. 32 Seiten beim Verlag für Standesamtswesen.

## Inhalte
Die Zeitschrift enthält zu den von ihr betreuten Gebieten Aufsätze aus Wissenschaft und Praxis, Gerichtsentscheidungen, Berichte aus der standesamtlichen Praxis, Gesetze und sonstige Materialien zum ausländischen Recht sowie deutsche Gesetze, Verordnungen und Erlasse.

## Zitierweise
Auf Artikel der Zeitschrift wird mit Angabe des Autors oder Spruchkörpers, mit dem Kürzel „StAZ“, dem Jahrgang und der Seite verwiesen.

## Elektronische Ausgabe
Die Zeitschrift ist online als StAZ-Archiv erhältlich. Das Archiv enthält die Volltexte ab dem Jahrgang 1991 aus den Rubriken Aufsätze, Rechtsprechung, Aus der Praxis und die Beiträge zum ausländischen und internationalen Recht. Ab 2005 sind auch die Volltexte aus den Rubriken Gesetze und Verordnungen, Literatur und Verschiedenes enthalten. Die Aktualisierung erfolgt jährlich.